# Nomécourt
Nomécourt (1793 und 1801 noch mit den Schreibweisen Nommécourt bzw. Nomecourt) ist eine französische Gemeinde mit 112 Einwohnern (Stand 1. Januar 2022) im Département Haute-Marne in der Region Grand Est (bis 2015 Champagne-Ardenne). Sie gehört zum Arrondissement Saint-Dizier und zum Gemeindeverband Bassin de Joinville en Champagne. Die Bewohner nennen sich Nomécourtois.

## Geografie
Die Gemeinde Nomécourt liegt 25 Kilometer südöstlich der Arrondissements-Hauptstadt Saint-Dizier im flachwelligen Hügelland zwischen den nach Norden orientierten Flusstälern von Blaise und Marne. Im 10,77 km² umfassenden Gemeindegebiet von Nomécourt gibt es keine oberirdischen Fließgewässer, weil der kalkhaltige Untergrund Niederschläge versickern lässt. Ein drei Kilometer langes Trockental, das die östliche Gemeindegrenze markiert, kann Schneeschmelze und Starkregenereignisse aufnehmen und über den Le Ru zur Marne ableiten. Im Nordosten und Süden der Gemeinde  breiten sich Wälder aus (Teile des Bois de Joinville und Bois des Princes); der Großteil der Gemeindefläche dient der landwirtschaftlichen Nutzung. Im äußersten Südostzipfel der Gemeinde wird mit 325 m über dem Meer der höchste Punkt erreicht.
Nachbargemeinden von Nomécourt sind Chatonrupt-Sommermont im Norden, Joinville im Osten, Mathons im Süden sowie Guindrecourt-aux-Ormes im Westen.

## Bevölkerungsentwicklung
| Jahr !    | 1962 | 1968 | 1975 | 1982 | 1990 | 1999 | 2010 | 2021 |
| Einwohner | 134  | 119  | 105  | 92   | 92   | 91   | 97   | 111  |

Im Jahr 1851 wurde mit 359 Bewohnern die bisher höchste Einwohnerzahl ermittelt. Die Zahlen basieren auf den Daten von cassini.ehess und INSEE.

## Sehenswürdigkeiten
Die dreischiffige Kirche Sainte-Colombe (St. Kolumba) stammt in den ältesten Teilen (dem Chor) aus dem 13. Jahrhundert. Der ursprünglich hölzerne Glockenturm erhob sich über dem Kreuzgang des Querschiffs. Im 18. Jahrhundert erfolgten Umbauten, so verschob man den neuen Glockenturm über den Chor. Zu Beginn des 20. Jahrhunderts wurden die Kirchenschiffe erneuert.
Das Schloss (Château du Mont Rémy) mit weitläufigem Park liegt nordöstlich der Dorfkerns und befindet sich seit mehreren Jahrhunderten im Besitz der Familie "de Montremy". Es hat im Laufe der Zeit viele Veränderungen erfahren. Von seinem ursprünglichen Zustand, bei dem es sich wahrscheinlich um eine Schutzfestung des Schlosses von Joinville oder einen großen landwirtschaftlichen Betrieb handelte, sind nur noch wenige Überreste erhalten. Das Hauptgebäude des Schlosses zeigt sich heute im Stil des 19. Jahrhunderts.
Weitere Sehenswürdigkeiten sind ein ehemaliges öffentliches Waschhaus (Lavoir), ein Brunnen und ein Wasserturm.

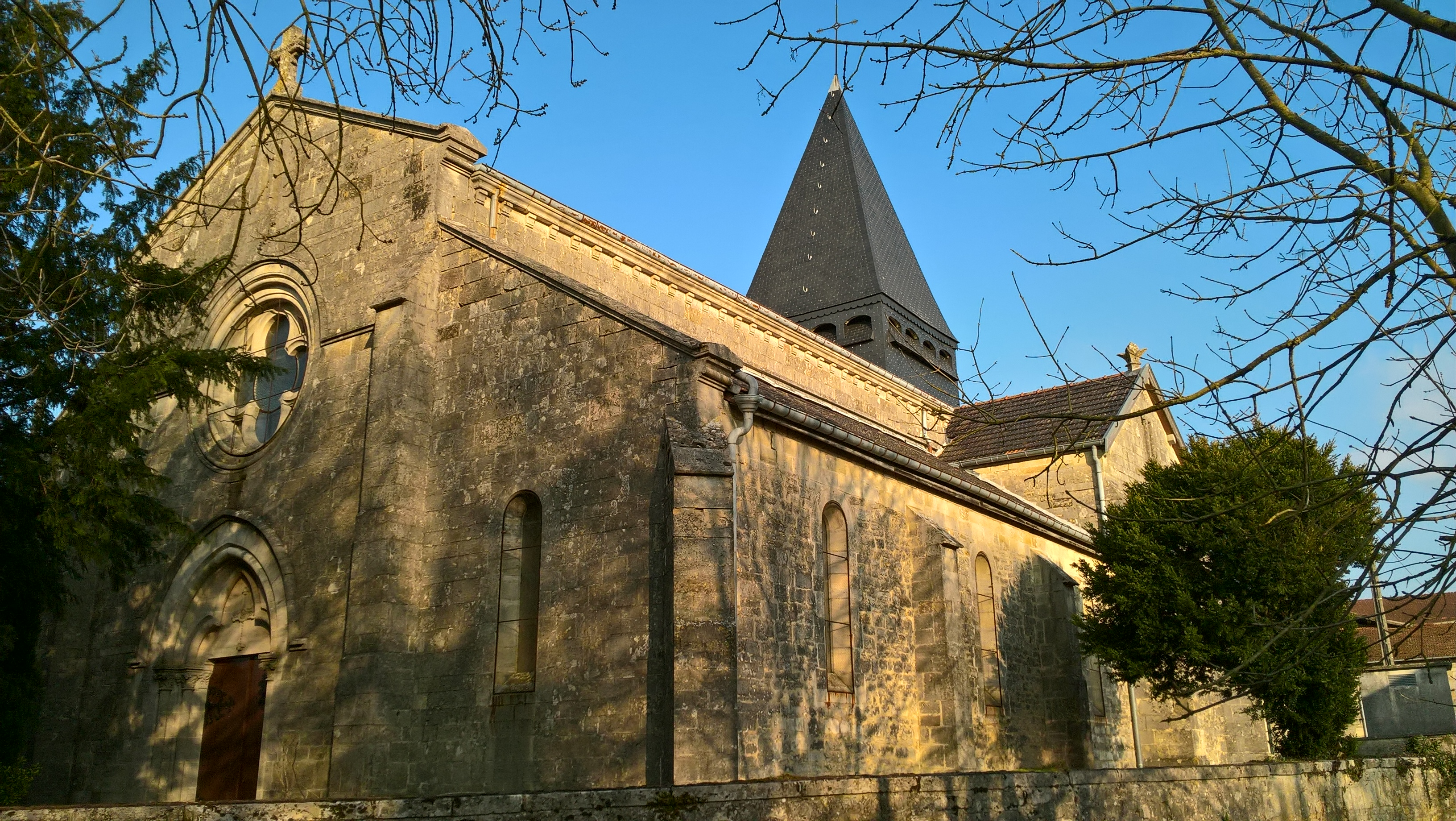
Südwestseite der Kirche Sainte-Colombe
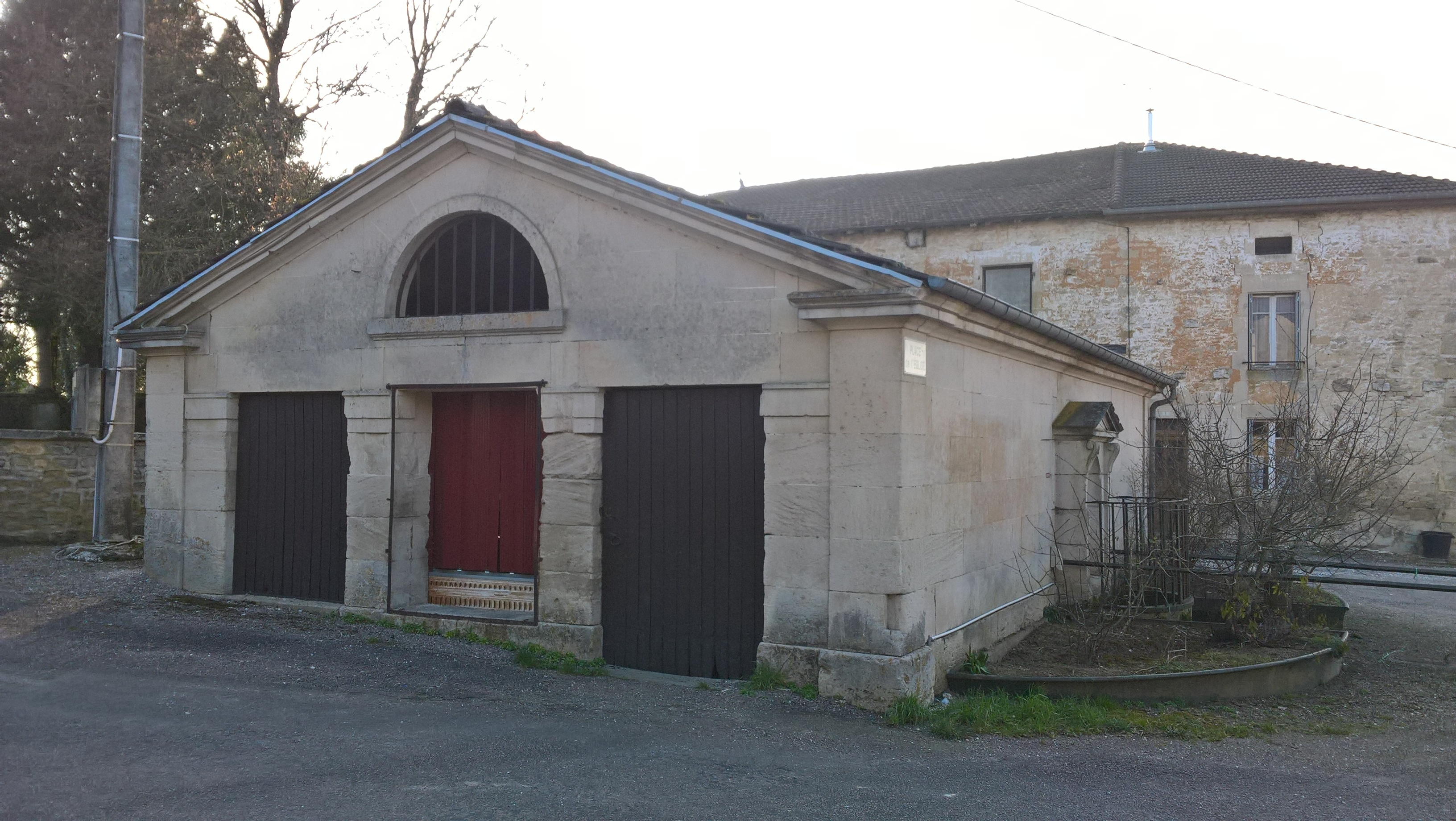
Lavoir
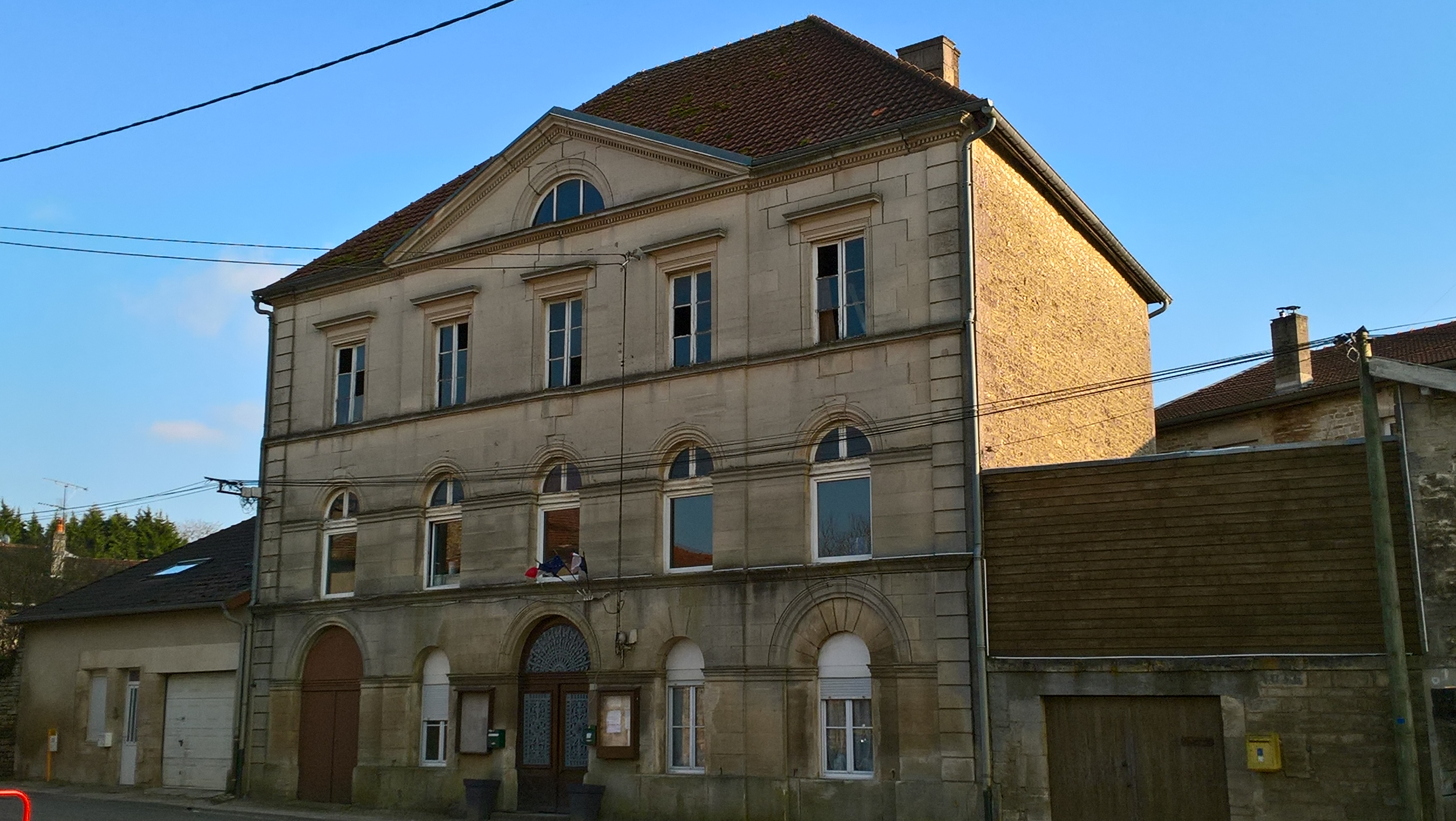
Mairie Nomécourt

## Wirtschaft und Infrastruktur
Nomécourt ist bäuerlich geprägt. In der Gemeinde sind 14 Landwirtschaftsbetriebe ansässig (Getreideanbau, Rinderzucht, Milchviehhaltung).
Durch die Gemeinde Nomécourt verläuft die Fernstraße D 60 von Brienne-le-Château nach Joinville. Weitere Straßenverbindungen bestehen mit Mathons, Sommermont und Guindrecourt-aux-Ormes. In der 25 Kilometer nordwestlich gelegenen Stadt Saint-Dizier besteht ein Anschluss an die autobahnartig ausgebaute RN 4 von Paris nach Nancy. Der Bahnhof der sechs Kilometer östlich gelegenen Stadt Joinville liegt an der Bahnstrecke Blesme-Haussignémont–Chaumont.

## Belege
1. ↑  Ortsname auf cassini.ehess.fr
2. ↑  Nomécourt auf cassini.ehess
3. ↑  Nomécouer auf INSEE
4. ↑  Beschreibung der Kirche Sainte-Colombe auf cr-champagne-ardenne.fr (Memento des Originals vom 7. Juli 2013 im Internet Archive)  Info: Der Archivlink wurde automatisch eingesetzt und noch nicht geprüft. Bitte prüfe Original- und Archivlink gemäß Anleitung und entferne dann diesen Hinweis. mit Grundrissen und Fotos, französisch
5. ↑  Landwirte auf annuaire-mairie.fr (französisch)